# Jan Śniadecki
Jan Chrzciciel Władysław Śniadecki (Sniadecki, litovsko Jonas Sniadeckis), poljski književnik, matematik, astronom in filozof, * 29. avgust 1756, Żnin, Poljska, † 9. november 1830, Jašiūnai, Litva.

## Življenje in delo
Bil je starejši brat Jędrzeja Śniadeckega. Študiral je na tedanji Krakovski Akademiji in v Parizu. Bil je rektor Imperialne univerze v Vilni in predstojnik observatorijev v Krakovu in Vilni.
Objavil je več del, med njimi opazovanja o novo odkritih planetoidih. Od njegovih astronomskih del je zelo pomembno biografsko delo o Koperniku (O Koperniku) iz leta 1802. Napisal je geografski učbenik in matematični učbenik. Njegovo delo O računu naključij (O rachunku losów) iz leta 1817 je bilo med prvimi deli o verjetnosti.
Pisal je poezijo v poljščini in latinščini, študije o književnem delu Kołłątaja, o klasiki in romantiki.

## Priznanja
Poimenovanja
Po njem se imenuje asteroid 1262 Sniadeckija (1262 Sniadeckia) in krater Śniadecki na Luni.